# Tatsuyuki Nagai
Tatsuyuki Nagai (長井 龍雪, Nagai Tatsuyuki, nascut el 24 de gener de 1976) és un guionista i director japonès d'anime. És conegut per ser un terç de l'equip creatiu Super Peace Busters. Va fer el seu debut com a director per a la segona temporada de Honey and Clover. Va treballar a la sèrie d'anime, Idolmaster: Xenoglossia. Nagai va dirigir Toradora!, una adaptació de la sèrie de novel·les lleugeres del mateix nom. També ha dirigit les tres temporades de l'adaptació a l'anime de la sèrie de manga A Certain Scientific Railgun.
Nagai va rebre elogis per la seva direcció a la sèrie d'anime original, Ano Hi Mita Hana no Namae o Bokutachi wa Mada Shiranai (2011), la seva següent direcció d'anime original Waiting in the Summer es va estrenar l'any següent. El 2015, Nagai va dirigir el llargmetratge The Anthem of the Heart que va rebre una nominació a l'Animació de l’any dels 39ns Premis de l'Acadèmia Japonesa. En aquest mateix any, va dirigir la sèrie d'anime mecha Mobile Suit Gundam: Iron-Blooded Orphans, la sèrie va ser la catorzena entrada principal a la llarga durada de Sunrise de la franquícia Gundam. Des de llavors ha dirigit els llargmetratges Her Blue Sky (2019) i Fureru (2024), tots dos produïts per CloverWorks.

## Carrera
Després de graduar-se a la Niigata College of Art & Design, Nagai va treballar com a artista i director autònom a la indústria de l'anime l'any 2000. Va fer el seu debut com a director amb la segona temporada de Honey and Clover el 2006. Durant aquest temps va conèixer la guionista Mari Okada i el dissenyador de personatges Masayoshi Tanaka, amb qui va formar un col·lectiu d'artistes anomenat Super Peace Busters. L'any següent, va treballar a la sèrie d'anime de ciència-ficció Idolmaster: Xenoglossia.
El 2008, Nagai va treballar com a part dels Super Peace Busters i va dirigir Toradora!, una adaptació a l'anime de la sèrie de novel·les lleugeres del mateix nom de Yuyuko Takemiya. Després de l'èxit de Toradora, l'equip va tornar a treballar el 2011 per crear la sèrie d'anime,  Ano Hi Mita Hana no Namae o Bokutachi wa Mada Shiranai. La sèrie va rebre un gran reconeixement del públic i la crítica i ha estat considerada un dels millors animes de la dècada del 2010. Nagai va dirigir després Waiting in the Summer, una sèrie original anime de 2012.
El 2015, Super Peace Busters es van reunir per treballar al llargmetratge The Anthem of the Heart (dirigit per Nagai). Va ser aclamat per la crítica, rebent molts premis i nominacions, inclòs un premi a la millor pel·lícula d'animació al 36è Festival Anima i una nominació al Premi de l'Acadèmia Japonesa a la millor pel·lícula d'animació. Aquest mateix any, van tornar a treballar a Mobile Suit Gundam: Iron-Blooded Orphans amb Nagai dirigint la sèrie.
El seu següent llargmetratge dirigit, Her Blue Sky, una pel·lícula d'anime original es va estrenar l'11 d'octubre de 2019.
El 2023, Super Peace Busters va treballar a la pel·lícula d'anime original, Fureru. Es va estrenar el 4 d'octubre de 2024.

## Filmografia

### Director
- 2006: Honey and Clover II
- 2007: Idolmaster: Xenoglossia
- 2008–2009: Toradora!
- 2009–2010: A Certain Scientific Railgun
- 2011: Ano Hi Mita Hana no Namae o Bokutachi wa Mada Shiranai
- 2011: Kaitō Tenshi Twin Angel
- 2012: Waiting in the Summer
- 2013: A Certain Scientific Railgun S
- 2015: The Anthem of the Heart
- 2015–2017: Mobile Suit Gundam: Iron-Blooded Orphans
- 2019: Her Blue Sky
- 2020: A Certain Scientific Railgun T
- 2024: Fureru

### Altres
- 1989 – Super Mario's Fire Brigade (director d'unitat)
- 2002 – Cosplay Complex (director d'unitat)
- 2002 – G-on Riders (storyboards i director d'unitat)
- 2002 – Mahoromatic: Motto Utsukushii Mono (director d'unitat)
- 2002 – Witch Hunter Robin (director d'unitat)
- 2003 – L/R -Licensed by Royal- (director d'unitat)
- 2003 – Jubei ninpucho: Ryuhogyoku-hen (director d'unitat)
- 2003 – Ikki Tousen (Storyboards)
- 2003 – Maburaho (assistant director)
- 2004 – Mai-HiME (director d'unitat i storyboards)
- 2005 – Mahoraba ~Heartful Days~ (storyboards)
- 2005 – Honey and Clover (director d'unitat)
- 2005 – Mai-Otome (director d'unitat i storyboards)
- 2005 – Mushishi (director d'unitat i storyboards)
- 2006 – Yomigaeru Sora - Rescue Wings (storyboards)
- 2007 – Mobile Suit Gundam 00 (ED storyboards, director d'episodi)
- 2007 – Potemayo (director d'episodi)
- 2008 – KimiKiss: Pure Rouge (2nd OP storyboards, director d'episodi)
- 2008 – Shigofumi: Letters from the Departed (director d'episodi)